# 中沢昭二
中沢 昭二（なかざわ しょうじ、1927年 （昭和2年） 12月9日 - ）は、日本の脚本家、放送作家。
高知県出身。海南中学校（現・高知小津高等学校）卒業。日本放送作家協会会員。

## 脚本作品

### テレビドラマ
- 青い山脈（1962、毎日放送）
- あしたこそ（1968、NHK連続テレビ小説） ※橋田壽賀子の病休代打[2]
- 開化探偵帳（1968、NHK金曜時代劇）
- 右門捕物帖（1969年、日本テレビ・東宝）
- 影の顔（1970、NHK大阪銀河ドラマ）
- 勝海舟（1974、NHK大河ドラマ） ※倉本聰の降板代打
- 破れ傘刀舟悪人狩り（1974、NET・三船プロダクション）

### ラジオドラマ
- 立体詩劇「東天紅幻想譜」（1963年、NHK） - 昭和38年度（第18回）芸術祭賞受賞[3]

## 著書
- 「お残念さん」（1977、おりじん書房）[1]
- 「利休の境涯」上・下（2005、毛野中世武士団と千利休顕彰実行委員会）[4]